# Mésange pygmée
Aegithalos exilis
Espèce
Statut de conservation UICN

 LC  : Préoccupation mineure
La Mésange pygmée (Aegithalos exilis) ou Orite pygmée, est une espèce de passereaux de la famille des ægithalidés.

## Répartition et habitat
Elle est endémique à l'île de Java en Indonésie où elle habite dans les lisières de forêts et les plantations au-dessus de 1000 m d'altitude.

## Description
Avec ses 8,5 cm de long, c'est le plus petit des oiseaux de l'île de Java[réf. souhaitée].

## Taxonomie
L'espèce, qui était auparavant l'unique espèce du genre Psaltria, a été rattachée en 2018 au genre Aegithalos par la classification de référence du Congrès ornithologique international (version 8.2, 2018).